# John Russell Waters

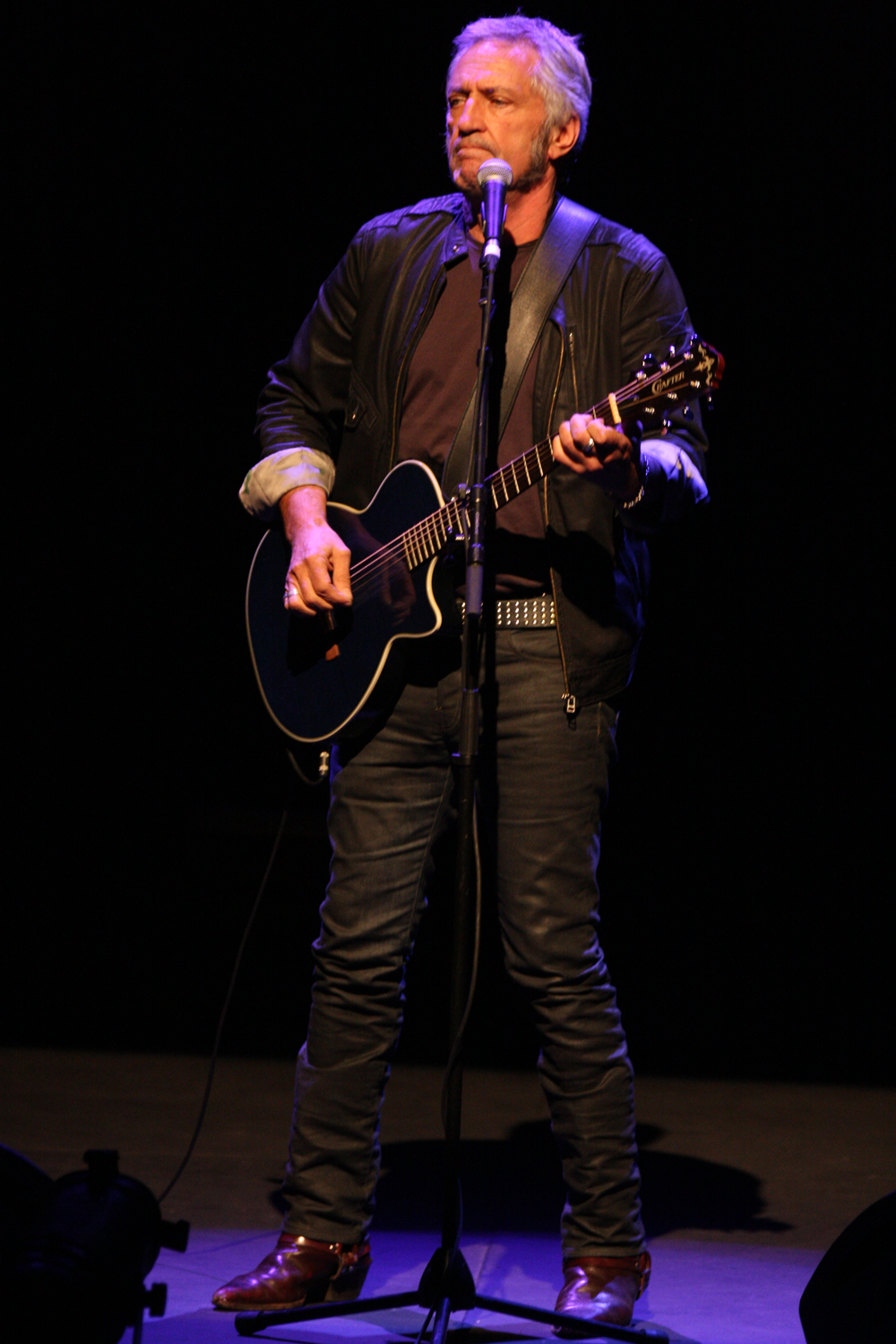
John Waters (2012)

John Russell Waters (* 8. Dezember 1948 in London, England) ist ein britischer Schauspieler, der vor allem in Australien große Erfolge verzeichnen kann.

## Leben
John Waters wurde in London geboren und zog 1968 nach Australien. Seine ersten Auftritte hatte er 1969, als er im Musical Hair die Rolle des Claude übernahm. Später spielte er auch die Rolle des Judas in der australischen Aufführung des Musicals Godspell. Dem australischen Publikum wurde er auch bekannt, durch Rollen verschiedener Fernsehserien, wie zum Beispiel All Saints. Erst in den 1980er Jahren wurde er auch für Filme gebucht. So trat er 1980 in Der Fall des Lieutnant Morant auf und 1981 in Die grünen Teufel vom Mekong. Von 1972 bis 1991 spielte er für beinahe 20 Jahre in der australischen Fernsehserie Play School mit. Im Jahr 1988 gewann er den AFI Award als bester Schauspieler für seine Rolle als Tom Garfield im Film Boulevard of Broken Dreams.

## Filmografie (Auswahl)
- 1980: Der Fall des Lieutnant Morant (Breaker Morant)
- 1981: Die grünen Teufel vom Mekong (Attack Force Z)
- 1987: Der rote Mond – Eine Weihnachtsgeschichte (Miracle Down Under)
- 1998: Mac Cool und der Piratenschatz (The Real Macaw)
- 2006–2009: All Saints (Fernsehserie, 122 Folgen)
- 2023: The Rooster